# Адольф II Ангальт-Кётенский
Адольф II Ангальт-Кётенский (нем. Adolf II. von Anhalt-Köthen; 16 октября 1458 — 24 марта 1526) — епископ Мерзебурга с 1514 года, один из противников Лютера при его первом выступлении. Несмотря на духовный сан, до 1508 года сохранял владетельные права в части Ангальт-Цербстаа.

## Происхождение
Адольф происходил из средней Ангальт-Кётенской ветви Асканиев. Его отцом был Адольф I (умер в 1473), князь Ангальт-Кётена, а матерью — Гордула, дочь графа Альбрехта III фон Линдау-Руппин. В этом браке родилось 5 сыновей, из которых младенчество пережили трое, и дочь.
Поскольку все дети Адольфа I выбрали духовную карьеру, он заключил договор со своим родственником Георгом I, князем Ангальт-Цербста, по которому тот оказался наследником его земель, тот же передал управление своему сыну Вальдемару VI.

## Биография
Альбрехт был самым младшим из трёх выживших сыновей Адольфа I. Он родился 16 октября 1458 года. Как и другие братья и сестра, Альбрехт выбрал духовную карьеру. В 1471 году он поступил в Лейпцигский университет, а уже в 1475 году стал его ректором, затем каноником и архидьяконом в Хильдесхайме.
В 1473 году умер отец Альбреха. Частью Ангальт-Кётена согласно его завещанию управлял Вальдемар VI Ангальт-Цербстский, однако в другой части княжества правителем стал брат Адольфа I, Альбрехтом VI. Он умер в 1475 году, после чего в Ангальт-Кётене его часть владений оказалась разделена между сыном Филиппом, Адольфом II и его братом Магнусом. Филипп умер в 1500 году, а Адольф и Магнус продолжали сохранять владетельные права до 1508 года, когда они окончательно отказались от Ангальт-Кётена в пользу Вальдемара VI.
В 1489 году Адольф получил должность ректора кафедрального собора в Магдебурге, которую в 1516 году оставил своему старшему брату Магнусу.
В 1507 году Адольф был избран коадьютором Мерзебурга, а в 1514 году стал там епископом, сменив Тило фот Троту. Он бережно управлял своей монастырской территорией, был учёным и уважаемым проповедником.
Первоначально епископ Адольф одобрил учение Мартина Лютера об оправдании, но отверг вмешательство в существующий церковный порядок и в конечном итоге стал ярым противником Реформации. Будучи канцлером Лейпцигского университета в 1519 году, он тщетно пытался предотвратить спор между Лютером и Иоганном Экком, а в 1520 году сжег книги Лютера. Позже запретил чтение его перевода Библии.
Адольф умер 24 марта 1526 года.